# Kodiak (Alaska)
Kodiak es una ciudad ubicada en el burgo de Isla Kodiak, en el estado estadounidense de Alaska. En el Censo de 2010 tenía una población de 6130 habitantes y una densidad poblacional de 469,6 personas por km².
Es la ciudad principal de las siete que hay en la isla Kodiak. Es el centro de transporte y comercial de la isla de Kodiak.
Originariamente estaba habitada por la etnia alutiiq; en su lengua la ciudad se llama Sun'aq. En 1763 fue descubierta por los rusos y 15 años más tarde por el capitán Cook. En el siglo XVIII recibió inmigrantes de Rusia y pasó a ser la capital de la Alaska rusa. Como parte de la compra de Alaska por los Estados Unidos en 1867, Kodiak pasó a ser un centro comercial de pesca, actividad que continúa actualmente. El turismo tiene una importancia económica menor y los principales atractivos que ofrece al visitante son el turismo de aventura, la pesca del salmón y el halibut, y la visión de animales emblemáticos como el oso de Kodiak.

## Geografía
Kodiak se encuentra en las coordenadas 57°47′24″N 152°24′26″O / 57.79000, -152.40722. Según la Oficina del Censo de los Estados Unidos, Kodiak tiene una superficie total de 13,05 km², de la cual 9,04 km² corresponden a tierra firme y (30,75%) 4,01 km² es agua.

## Clima
Debido a su latitud y su condición insular, la ciudad tiene un clima oceánico subpolar clasificado como Cfc en la clasificación climática de Köppen, con inviernos relativamente largos y fríos (-1 °C en enero), y veranos suaves (+12,5 °C en agosto). Las precipitaciones son altas todo el año, pero no lo son tanto en los meses de verano. El total anual es de 1.913 litros de lluvia y nieve por metro cuadrado.
| Parámetros climáticos promedio de Kodiak, Alaska (1991-2020)                                                      | Parámetros climáticos promedio de Kodiak, Alaska (1991-2020) | Parámetros climáticos promedio de Kodiak, Alaska (1991-2020) | Parámetros climáticos promedio de Kodiak, Alaska (1991-2020) | Parámetros climáticos promedio de Kodiak, Alaska (1991-2020) | Parámetros climáticos promedio de Kodiak, Alaska (1991-2020) | Parámetros climáticos promedio de Kodiak, Alaska (1991-2020) | Parámetros climáticos promedio de Kodiak, Alaska (1991-2020) | Parámetros climáticos promedio de Kodiak, Alaska (1991-2020) | Parámetros climáticos promedio de Kodiak, Alaska (1991-2020) | Parámetros climáticos promedio de Kodiak, Alaska (1991-2020) | Parámetros climáticos promedio de Kodiak, Alaska (1991-2020) | Parámetros climáticos promedio de Kodiak, Alaska (1991-2020) | Parámetros climáticos promedio de Kodiak, Alaska (1991-2020) |
| Mes | Ene.                                                         | Feb.                                                         | Mar.                                                         | Abr.                                                         | May.                                                         | Jun.                                                         | Jul.                                                         | Ago.                                                         | Sep.                                                         | Oct.                                                         | Nov.                                                         | Dic.                                                         | Anual                                                        |
| --- | ------------------------------------------------------------ | ------------------------------------------------------------ | ------------------------------------------------------------ | ------------------------------------------------------------ | ------------------------------------------------------------ | ------------------------------------------------------------ | ------------------------------------------------------------ | ------------------------------------------------------------ | ------------------------------------------------------------ | ------------------------------------------------------------ | ------------------------------------------------------------ | ------------------------------------------------------------ | ------------------------------------------------------------ |
| Temp. máx. abs. (°C)                                                                                              | 12.2                                                         | 15.6                                                         | 13.9                                                         | 21.1                                                         | 26.7                                                         | 30                                                           | 28.3                                                         | 30                                                           | 26.7                                                         | 23.3                                                         | 15.6                                                         | 19.4                                                         | 30                                                           |
| Temp. máx. media (°C)                                                                                             | 2.3                                                          | 3.1                                                          | 3.8                                                          | 7.1                                                          | 10.9                                                         | 13.9                                                         | 16.6                                                         | 17.1                                                         | 13.9                                                         | 9.1                                                          | 5.1                                                          | 2.9                                                          | 8.8                                                          |
| Temp. media (°C)                                                                                                  | -0.4                                                         | 0.2                                                          | 0.7                                                          | 3.9                                                          | 7.7                                                          | 10.8                                                         | 13.4                                                         | 13.6                                                         | 10.3                                                         | 5.7                                                          | 2.1                                                          | -0.1                                                         | 5.7                                                          |
| Temp. mín. media (°C)                                                                                             | -3.2                                                         | -2.7                                                         | -2.4                                                         | 0.9                                                          | 4.4                                                          | 7.6                                                          | 10.3                                                         | 10.2                                                         | 6.8                                                          | 2.2                                                          | -1                                                           | -3.1                                                         | 2.5                                                          |
| Temp. mín. abs. (°C)                                                                                              | -26.7                                                        | -24.4                                                        | -21.1                                                        | -13.9                                                        | -7.8                                                         | -1.1                                                         | 1.7                                                          | 1.1                                                          | -3.3                                                         | -13.9                                                        | -17.8                                                        | -22.8                                                        | -26.7                                                        |
| Precipitación total (mm)                                                                                          | 212.1                                                        | 160.3                                                        | 122.4                                                        | 156                                                          | 148.6                                                        | 131.3                                                        | 114.6                                                        | 124.5                                                        | 191.8                                                        | 224.8                                                        | 179.3                                                        | 223.8                                                        | 1989.3                                                       |
| Nevadas (cm) | 36.8                                                         | 37.8                                                         | 34                                                           | 16.8                                                         | 1.8                                                          | 0                                                            | 0                                                            | 0                                                            | 0                                                            | 2.8                                                          | 18.8                                                         | 42.4                                                         | 191.3                                                        |
| Días de precipitaciones (≥ 0.01 in)                                                                               | 18.8                                                         | 17.1                                                         | 15.9                                                         | 18.0                                                         | 16.5                                                         | 16.1                                                         | 14.6                                                         | 14.8                                                         | 17.0                                                         | 18.4                                                         | 17.0                                                         | 19.7                                                         | 203.9                                                        |
| Días de nevadas (≥ 0.1 in)                                                                                        | 8.9                                                          | 7.7                                                          | 9.4                                                          | 4.0                                                          | 0.5                                                          | 0.0                                                          | 0.0                                                          | 0.0                                                          | 0.0                                                          | 1.2                                                          | 5.2                                                          | 9.2                                                          | 46.1                                                         |
| Horas de sol | 124.0                                                        | 141.3                                                        | 186.0                                                        | 240.0                                                        | 279.0                                                        | 270.0                                                        | 248.0                                                        | 217.0                                                        | 180.0                                                        | 124.0                                                        | 90.0                                                         | 93.0                                                         | 2192.3                                                       |
| Humedad relativa (%)                                                                                              | 78.0                                                         | 76.6                                                         | 73.4                                                         | 72.4                                                         | 76.2                                                         | 80.4                                                         | 82.4                                                         | 81.7                                                         | 80.6                                                         | 74.9                                                         | 75.0                                                         | 75.7                                                         | 77.3                                                         |
| Fuente n.º 1: The Weather Channel (records and precip)                                                            |                                                              |                                                              |                                                              |                                                              |                                                              |                                                              |                                                              |                                                              |                                                              |                                                              |                                                              |                                                              |                                                              |
| Fuente n.º 2: Climate Zone (all else) NOAA (relative humidity and dew point 1961-1990) Weather Atlas (sun and uv) |                                                              |                                                              |                                                              |                                                              |                                                              |                                                              |                                                              |                                                              |                                                              |                                                              |                                                              |                                                              |                                                              |

## Demografía
Según el censo de 2010, había 6.130 personas residiendo en Kodiak. La densidad de población era de 469,6 hab./km². De los 6.130 habitantes, Kodiak estaba compuesto por el 40,28% blancos; el 0,49% eran afroamericanos, el 9,9% eran amerindios, el 37,42% eran asiáticos, el 1,03% eran isleños del Pacífico, el 4,57% eran de otras razas y el 6,31% pertenecían a dos o más razas. Del total de la población, el 3,4% eran hispanos o latinos de cualquier raza.